# Eutelia piratica
Eutelia piratica är en fjärilsart som beskrevs av William Schaus 1940. Eutelia piratica ingår i släktet Eutelia och familjen nattflyn. Inga underarter finns listade i Catalogue of Life.